# リンガエン (護衛空母)
リンガエン(USS Lingayen, CVE-126)は、アメリカ海軍の護衛空母。コメンスメント・ベイ級航空母艦の22番艦。艦名は太平洋戦争の戦場となったフィリピンのリンガエン湾に因んで命名された。

## 艦歴
リンガエンは1945年5月1日にワシントン州タコマのシアトル・タコマ造船所で起工した。
リンガエンの建造契約は進水前の1945年8月12日に取り消された。